# Tortula media
Tortula media là một loài rêu trong họ Pottiaceae. Loài này được E.S. Salmon mô tả khoa học đầu tiên năm 1899.